# هنری ساری
هنری ساری (انگلیسی: Henry Saari؛ زاده ۱۴ ژانویهٔ ۱۹۶۴) یک بازیگر پورنوگرافی اهل فنلاند است.